# 最後の絞殺魔 ブロンド美女謎の猟奇連続殺人
最後の絞殺魔 ブロンド美女謎の猟奇連続殺人（さいごのこうさつま ブロンドびじょなぞのりょうきれんぞくさつじん、Bare Knuckles)は1977年に公開されたブラックスプロイテーション映画。出演ロバート・ビハーロ、シェリー・ジャクソン、グロリア・ヘンドリー。監督、脚本ドン・エドモンズ。

## あらすじ
賞金稼ぎザカリーは、女性ばかりを狙う連続殺人鬼を追うが、恋人が殺されてしまう。

## キャスト
| 役名           | 俳優                       | 日本語吹替                                |
| 役名           | 俳優                       | 東京12ch版                                |
| -------------- | -------------------------- | ----------------------------------------- |
| ザック・ケイン | ロバート・ビハーロ         | 田中信夫                                  |
| ジェニファー   | シェリー・ジャクソン       | 鈴木弘子                                  |
| リチャード     | マイケル・ヘイト           | 納谷六朗                                  |
| リチャードの母 | カレン・コンダン           | 近藤多佳子                                |
| ブラック       | ジョン・ダニエルズ         | 飯塚昭三                                  |
| 警部           | リチャード・ケネディ       | 増岡弘                                    |
| バーバラ       | グロリア・ヘンドリー       | 間嶋里美                                  |
| ディック       | ジョン・デューイ・カーター | 宮下勝                                    |
| マックス       | パトリック・ライト         | 玄田哲章                                  |
| 男(1)          |                            | 黒部鉄                                    |
| ロジャー       |                            | 池田勝                                    |
| リディ         |                            | 原えおり                                  |
| レオン         |                            | 緒方賢一                                  |
| 女(1)          |                            | 青木めい子                                |
| 執事(ギドー)   |                            | 笹岡繁蔵                                  |
|                |                            |                                           |
| 演出           | 演出                       | 藤野貞義                                  |
| 翻訳           | 翻訳                       | 高橋京子                                  |
| 効果           | 効果                       | 南部光庸/大橋勝次                         |
| 調整           | 調整                       | 広瀬幸男                                  |
| 制作           | 制作                       | オムニバスプロモーション                  |
| 解説           | 解説                       | 深沢哲也                                  |
| 初回放送       | 初回放送                   | 1979年6月7日 『木曜洋画劇場』 21:00-22:54 |